# شهرستان الشیخ عثمان
ناحیهٔ الشیخ عثمان یک ناحیه در یمن است که در استان عدن واقع شده‌است.
ناحیهٔ الشیخ عثمان ۱۰۵٬۲۴۸ نفر جمعیت دارد.